# Acalolepta tugelensis
Acalolepta tugelensis là một loài bọ cánh cứng trong họ Cerambycidae.